# Тиера Вок
Тиера Хелена Вок — известная рэперша из Соединённых Штатов. Тиера родилась в Филадельфии 11 августа 1995 года. Первоначально она называла себя «Dizzle Dizzz» в подростковом возрасте, но позже вернулась к своему родному имени в 2017 году. Её дебютный студийный альбом Whack World был выпущен в мае 2018 года и получил широкое признание критиков.

## Детство и обучение
Тиера Вок родилась в 1995 году и выросла со своей матерью в Северной Филадельфии. У неё есть двое младших братьев и сестер. В интервью The Fader 2018 года Тиера упомянула, что она и её отец отдалились друг от друга. Тиера росла интровертом; она начала писать и рифмовать, чтобы помочь себе справиться со своей неуверенностью. В детстве рэперша так любила писательницу Доктор Сьюз, что она рифмовала каждое её предложение. Она должна была срифмовать домашнее задание для класса, и, получив положительный отзыв, она продолжила это дело. С этого момента, как заявляет исполнительница, она начала делать рифмы. Позже она попросила у матери музыкальные книги, чтобы заполнить их рифмами и текстами песен, прежде чем она начнёт полноценно записывать свои песни.
Тиера три года училась в Академии искусств Бенджамина Раша, а потом окончила среднюю школу в Атланте, штат Джорджия. В академии она пошла на вокальную специальность и была одной из немногих чернокожих студентов в преимущественно белом классе. С трудом она и её друзья убедили своего директора позволить им исполнить финальный номер из второго акта «Sister: Back in the Habit» на школьном выступлении и Тиера исполнила куплет в стиле рэпа. Позже, исполнительница гастролировала с Лорин Хилл.
Примерно в возрасте пятнадцати лет Тиера, получившая прозвище «Диззл Дизз», появилась в 2011 году во фристайл-видео, который снял филадельфийский андеграундный музыкальный коллектив We Run the Streets. Мать Тиеры проехала мимо группы мужчин, занимавшихся фристайлом, и предложила Тиере присоединиться. Она выпустила несколько треков под псевдонимом Dizzle Dizzz, но в последующие месяцы перестала, ибо она боролась с депрессией. Несмотря на то, что она все ещё была подростком, Тиера получила известность на улицах Филадельфии под псевдонимом «Диззл Дизз». Несмотря на свою растущую славу, сама исполнительница довольно заскучала. Не было никакого способа заработать деньги в свободной стилизации и никакого способа творчески расти. Она утверждала, что если бы осталась в Филадельфии, то вряд ли бы стала известной.
Мать решила перевезти семью из Филадельфии, чтобы Тиера могла закончить школу. Переехав в Атланту, рэперша начала работать на автомойке, что позволило ей накопить на Macbook и начать записывать свою музыку. Она была почти единственной женщиной, работающей на автомойке, и её бывший менеджер сказал, что она была запоминающимся человеком.
В Атланте Тиера держалась в тени, почувствовав славу дома. Она хотела остаться в одиночестве, чтобы иметь возможность сосредоточиться исключительно на своей музыке. К тому времени, когда она вернулась в Филадельфию, у неё был ноутбук, полный багаж музыки за два года, которой она никогда ни с кем не делилась.
В конце концов Тиера вернулась в Филадельфию, оставив свою семью в Атланте. Однако именно в это время она была фактически бездомной в течение трех месяцев. Она скакала по домам друзей, но отказывалась возвращаться в Атланту. Она считала, что пребывание в Филадельфии будет лучше для её музыкальной карьеры.

## Музыкальная карьера

### 2015—2017: Начало карьеры
К 2015 году Тиера вернулась в Филадельфию и снова объединилась с Кенетом Симмсом, звукорежиссёром и музыкальным продюсером, которого знала с подростковых лет. Исполнительница считает Симмса своим соавтором. Именно в то время, когда Тиера стала сотрудничать с Симмсом, она научилась правильно создавать свою собственную музыку. Симмс помог ей научиться пользоваться музыкальным оборудованием. В 2017 году она подписала контракт с Interscope Records. Джонни Монтина стал её менеджером. В марте 2017 года она дебютировала под псевдонимом Tierra Whack с 3 треками.
В октябре 2017 года Whack выпустила хип-хоп сингл «Mumbo Jumbo» и музыкальное видео на этот же трек. Большинство текстов трека намеренно неразборчивы. Она также гастролировала с Flying Lotus в 2017 году.

### 2018-сейчас: Whack World
Дебютный альбом Whack World, был выпущен 30 мая 2018 года и получил награду «Лучшая новая музыка» от Pitchfork. Критики высоко оценили необычный формат альбома — каждая песня длилась около 1 минуты. Тиера опубликовала все треки в Instagram, и каждый сопровождался короткометражным фильмом режиссёров Тибо Дюверне и Матье Леже. Мультимедийный проект получил широкое признание критиков. Роберт Кристгау поставил альбому пятерку с минусом и сообщил в Vice, что его жене, коллеге-критику Кароле Диббелл, очень понравилось видео, сказав: «оно дало мне повод жить». Тиера получила огромное количество похвалы за креативность и эксцентричность своих музыкальных клипов. Трек «Mumbo Jumbo» получил номинацию за лучшее музыкальное видео на Грэмми 2019 года. В октябре 2018 года Тиера отправилась в Токио в длительный творческий отпуск. В 2018 году она гастролировала с 6lack в его мировом турне. Тиера признала, что женщинам в музыкальной индустрии часто не предоставляется привилегия создавать искусство ради искусства, но она отказывается позволить этому препятствовать ей.
Начиная с 19 февраля 2019 года, Whack выпускала один сингл в неделю в течение пяти недель в серии под названием «#whackhistorymonth». Эти синглы включали «Only Child», «Clones», «Gloria», «Wasteland» и «Unemployment». Тиера заявила, что она не думает о сроках выхода нового альбома, сказав: «Я не собираюсь сводить себя с ума. Я получаю удовольствие, создавая то, что мне нравится».
Whack также сотрудничала с Flying Lotus в песне «Yellow Belly» для альбома Flamagra 2019 года, и 20 июня 2019 года она была названа одной из участниц XXL «2019 Freshman Class». Она появилась на многих фестивалях, включая Coachella, Primavera Sound, Lollapalooza, Outside Lands, Osheaga и Austin City Limits. Её песня «Unemployed» фигурирует в игре FIFA 20.
Whack стала соавтором трека Мелани Мартинес «Copy Cat», который был выпущен 10 февраля 2020 года. Это первый случай, когда Тиера работала профессионально с Мелани Мартинес.
В октябре 2020 года Whack выпустила свой первый сольный сингл в 2020 году под названием «Dora». В ноябре 2020 года Whack появилась в рекламном ролике Apple «The Magic of Mini», в котором были представлены новые синглы «Peppers and Onions» и «Feel Good», выпущенные одновременно с рекламным роликом.

## Дискография

### Студийные альбомы
- Whack World (2018)